# Michael Woods
Michael Woods (York, 6 de Abril de 1990) é um futebolista inglês. 